# Districte de Baylakan
Baylakan (àzeri: Beyləqan), és un districte de l'Azerbaidjan amb el centre administratiu a la ciutat de Baylakan. Es troba al centre del país i pertany a la Regió Econòmica de l'Aran Central. El districte limita amb els districtes de Füzuli, Ağcabədi, Zardab, İmişli i la Província d'Ardabil de l'Iran. Conté 42 poblacions dins el seu territori.

## Territori i Població
Comprèn una superfície de 1.131 km², amb una població de 99.500 (any 2020) persones i una densitat poblacional de 88 habitants per km².

## Economia
L'economia de Beylagan es caracteritza per les activitats agrícoles, especialment el cotó, la vinya, els camps de conreu de gra.